# Праліси Ільм’янського лісництва

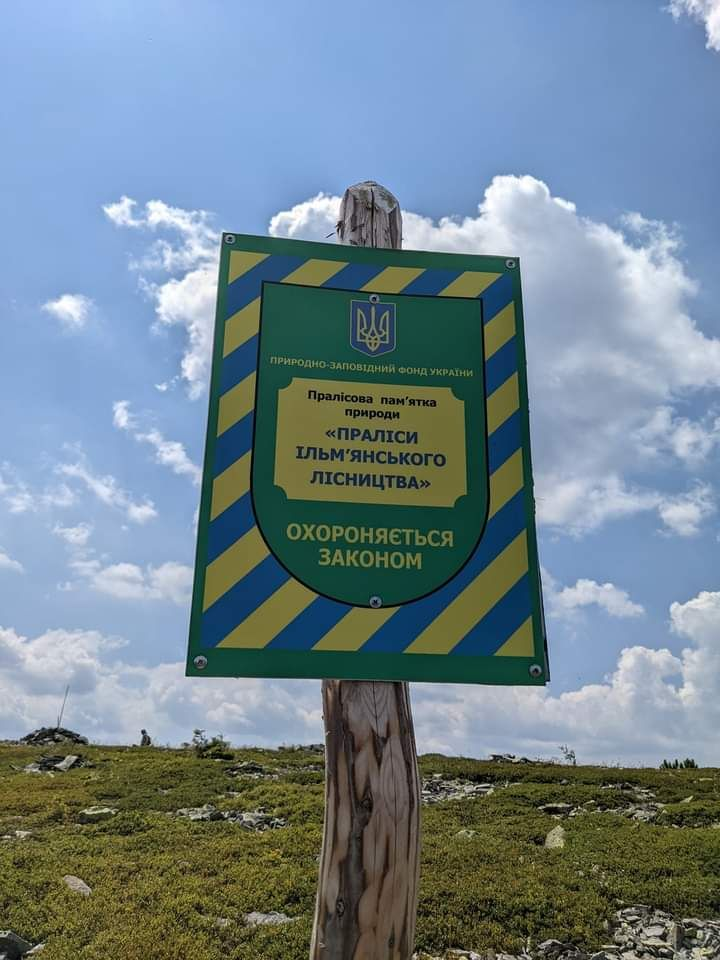
Охоронний знак на вершині г. Яйко-Ілемське

Праліси Ільм’янського лісництва — пралісова пам'ятка природи місцевого значення. Об'єкт розташований на території Долинського району Івано-Франківської області, ДП «Вигодське лісове господарство», Ільм’янське лісництво, квартал 6, виділи 19, 23; квартал 8, виділи 21, 23; квартал 9, виділи 14, 15, 16, 18, 19, 24, 25, 26, 28, 29, 33, 34, 35, 38; квартал 10, виділи 43, 44, 47, 49; квартал 11, виділи 20, 25, 27, 29; квартал 12, виділи 22, 26; квартал 13, виділ 23; квартал 14, виділи 15, 16, 30, 35, 37, 38, 39, 42, 45; квартал 15, виділи 13, 14, 16; квартал 16, виділи 23, 25, 26, 27, 29; квартал 17, виділи 11, 13; квартал 18, виділи 1, 5, 7, 8, 12, 14, 17, 21, 22; квартал 19, виділи 2, 3, 5, 6, 10, 11; квартал 20, виділи 20, 21, 22, 24; квартал 21, виділи 9, 14, 18, 19, 21, 25, 26, 27, 28; квартал 23, виділи 1, 2, 3, 4, 7; квартал 37, виділи 1, 9, 19; квартал 38, виділи 26, 27, 28, 29; квартал 39, виділи 23, 24, 25, 27; квартал 40, виділи 29, 30, 31, 32; квартал 42, виділи 14, 15, 16, 21, 22, 25.
Площа — 961,1 га, статус отриманий у 2020 році.